# Чистяков, Иван Михайлович
Иван Михайлович Чистяков (14 [27] сентября 1900, дер. Отрубнево, Тверская губерния — 7 марта 1979, Москва) — советский военачальник, в Великую Отечественную войну командовавший рядом армий. Герой Советского Союза (1944). Гвардии генерал-полковник (1944).

## Гражданская война
В Красной Армии с мая 1918 года. Участвовать в Гражданской войне красноармеец Чистяков начал в составе 1-го Тульского добровольческого полка, участвовал в подавлении крестьянского восстания в Тульской губернии в июле 1918 года. В ноябре 1918 года с полком убыл на Южный фронт, где воевал против войск генерала Петра Краснова на Дону. Тяжело переболел тифом в апреле-июле 1919 года, после выздоровления назначен красноармейцем 11-го запасного батальона в Саратове. С  1920 года учился в пулемётной школе комсостава в Саратове, затем вместе с школой  переведён в Новочеркасск, где её и окончил. С июня 1921 года служил в 1-м запасном полку в Ростове-на-Дону, в августе переведён в 124-й стрелковый полк 14-й стрелковой дивизии имени А. К. Степиня: помощник командира взвода, старшина роты, командир взвода, старший пулемётной команды стрелкового батальона. С этим полком весь 1920 год воевал в 9-й армии  на Кавказском фронте против массового политического бандитизма на Кубани и на Тереке, участвовал в подавлении восстания имама Н. Гоцинского в Дагестане (ноябрь 1920 — май 1921).

## Межвоенный период
С июня 1921 года служил командиром взвода в 1-м стрелковом полку 13-й Дагестанской стрелковой дивизии (г. Темир-Хан-Шура). С июля 1922 по 1936 годы (почти 15 лет) служил в 37-м стрелковом полку 1-й стрелковой дивизии Северо-Кавказского военного округа, в котором командовал стрелковым взводом, пулемётной командой, пулемётной ротой, батальоном, а с 1932 года был помощником командира 37-го стрелкового полка. В эти годы много учился: в 1922 году окончил повторные курсы комсостава при штабе 13-й Дагестанской стрелковой дивизии, в 1925 году — повторное отделение среднего комсостава при Владикавказской пехотной школе, в 1927 году окончил пулемётные сборы  на Научно-исследовательском полигоне в Кусково, в 1929 году в Москве окончил Стрелково-тактические курсы усовершенствования комсостава РККА «Выстрел» имени Коминтерна. Член ВКП(б) с 1926 года.
В июле 1936 года был переведён на Дальний Восток и назначен начальником 1-й (оперативной) части штаба 92-й стрелковой дивизии в ОКДВА, в декабре 1936 года был назначен командиром 275-го стрелкового полка этой дивизии. С июня 1938 года — командир 105-й стрелковой дивизии в 1-й Отдельной Краснознамённой армии. С июля 1939 года — помощник командира 39-го стрелкового корпуса в 1-й Краснознамённой армии Дальневосточного фронта.
В феврале 1940 года произошло новое назначение — начальником Владивостокского пехотного училища. С марта 1941 года — командир 39-го стрелкового корпуса в Отдельной Краснознамённой армии Дальневосточного фронта (Приморский край).

## Великая Отечественная война
В августе 1941 — ноябре 1941 года учился на ускоренных курсах при Академии Генерального штаба..
Прибыл на фронт в ноябре 1941 года, когда был назначен командиром 64-й отдельной морской стрелковой бригады Западного фронта. Участвовал в контрнаступлении под Москвой.
С января 1942 по апрель 1942 года — командир 8-й гвардейской Панфиловской стрелковой дивизии (Западный и Северо-Западный фронты).
С апреля по сентябрь 1942 года — командир 2-го гвардейского стрелкового корпуса в 3-й ударной армии на Калининском фронте.
В сентябре — октябре 1942 года — командующий 1-й гвардейской армии Донского фронта.
С октября 1942 года по май 1945 года — командующий 21-й армией (с 22 апреля 1943 — 6-я гвардейская армия) Юго-Западного и Донского фронтов. Именно там, в ходе наступательного этапа Сталинградской битвы (Операция «Уран»), молодой командарм проявил своё мастерство — в первые дни советского контрнаступления его армия прорвалась в глубину оборону противника и внесла решающий вклад в окружение в районе станицы Клетской основных сил 3-й румынской армии, а затем и в стремительный разгром окруженных тут войск противника. Две основные окруженные румынские группировки во главе с дивизионным генералом М. Ласкаром и бригадным генералом Стэнеску капитулировали 23 и 24 ноября, число пленных в них составляло около 29 000 солдат и офицеров — самая крупная капитуляция войск противника за весь предшествующий период войны. Уничтожив таким образом противника перед собой, армия Чистякова обеспечила тем самым ввод в прорыв танковых корпусов, замкнувших с севера кольцо окружения вокруг 6-й немецкой армии, и сама активно участвовала в создании внутреннего фронта окружения. Всего с 19 по 30 ноября 1942 года силами армии уничтожено до 11 000 и пленено до 35 000 солдат и офицеров противника, освобождено 56 населённых пунктов, уничтожено и захвачено большое количество боевой техники. Затем на Донском фронте 21-я армия участвовала в операции «Кольцо» по уничтожению окруженных немецких войск у Сталинграда. За массовый героизм личного состава и отличное выполнение боевых задач в ходе Сталинградской битвы армии в апреле 1943 года было присвоено гвардейское звание. Затем армия участвовала в Курской битве, Белгородско-Харьковской наступательной операции (в том числе в освобождении Харькова).
Командующий 6-й гвардейской армией 1-го Прибалтийского фронта гвардии генерал-лейтенант И. М. Чистяков особенно блестяще действовал в Белорусской стратегической наступательной операции (в том числе Витебско-Оршанская операция, Минская наступательная операция, Полоцкая наступательная операция, Шяуляйская операция). За первые 14 суток сражения, с 23 по июня по 5 июля 1944 года, бойцы армии прорвали линию фронта, прошли с боями около 200 километров, освободили 350 населённых пунктов, уничтожив около 30 000 немецких солдат и офицеров и захватив в плен 1 500 солдат противника. Большие потери были причинены немцам также в военной технике и в вооружении.
Указом Президиума Верховного Совета СССР от 22 июля 1944 года за образцовое выполнение боевых заданий командования на фронте борьбы с немецкими захватчиками и проявленные при этом отвагу и геройство гвардии генерал-лейтенанту Ивану Михайловичу Чистякову присвоено звание Героя Советского Союза с вручением ордена Ленина и медали «Золотая Звезда» (№ 4159).
Затем участвовал во главе армии в Прибалтийской стратегической наступательной операции (Мемельская операция, Рижская операция), а с ноября 1944 года и до конца войны — в блокаде Курляндской группировки немецких войск.

## Советско-японская война
С июня 1945 года — командующий 25-й армией на Дальнем Востоке.
С началом Советско-японской войны армия успешно наступала в составе 1-го Дальневосточного фронта, участвуя в Харбино-Гиринской наступательной операции. Уже к исходу 10 августа войска армии преодолели тактическую зону обороны японской Квантунской армии и овладели тремя укреплёнными районами: Дунинским, Дуньсиньчженским и Хуньчуньским, каждый из которых строился несколько лет. 11 августа армия овладела городами Лаохэйшань и Хуньчунь, и с 12 августа во взаимодействии с Тихоокеанским флотом развивала наступление по восточному побережью Кореи.
В последующие дни войска армии нанесли поражение частям японских 3-й и 34-й армий и освободили города и порты Ванцин (15 августа), Сейсин (16 августа), Ранан и Яньцзи (17 августа) и другие.
С 18 августа организованное сопротивление противника перед армией прекратилось (хотя отдельные части оказывали сопротивление до последних дней войны), 25-я армия разоружала капитулировавшие японские войска и передовыми частями форсированным маршем вышла в район Пхеньяна.

## После войны
Продолжил командовать 25-й армией Приморского военного округа на Дальнем Востоке (основные силы армии находились на территории Северной Кореи). С февраля 1947 по апрель 1948 — командующий 5-й армией Дальневосточного военного округа (штаб в г. Уссурийск). В 1949 году окончил Высшие академические курсы при Высшей военной академии имени К. Е. Ворошилова. С апреля 1948 года — командующий 28-й армией в Белорусском военном округе. С декабря 1953 года командовал 8-й гвардейской армией в Группе советских войск в Германии.
С сентября 1954 года — первый заместитель командующего войсками Закавказского военного округа. В июле 1957 году назначен генералом-инспектором Инспекции Сухопутных войск Главной инспекции Министерства обороны СССР. С июля 1968 года И. М. Чистяков — в отставке.
Депутат Верховного Совета СССР 2-го (1946—1950) и 4-го (1954—1958) созывов.
Жил в Москве в «Генеральском доме» (Ленинградский проспект, 75). Скончался в Москве 7 марта 1979 года. Похоронен на Новодевичьем кладбище (участок 7).

## Награды

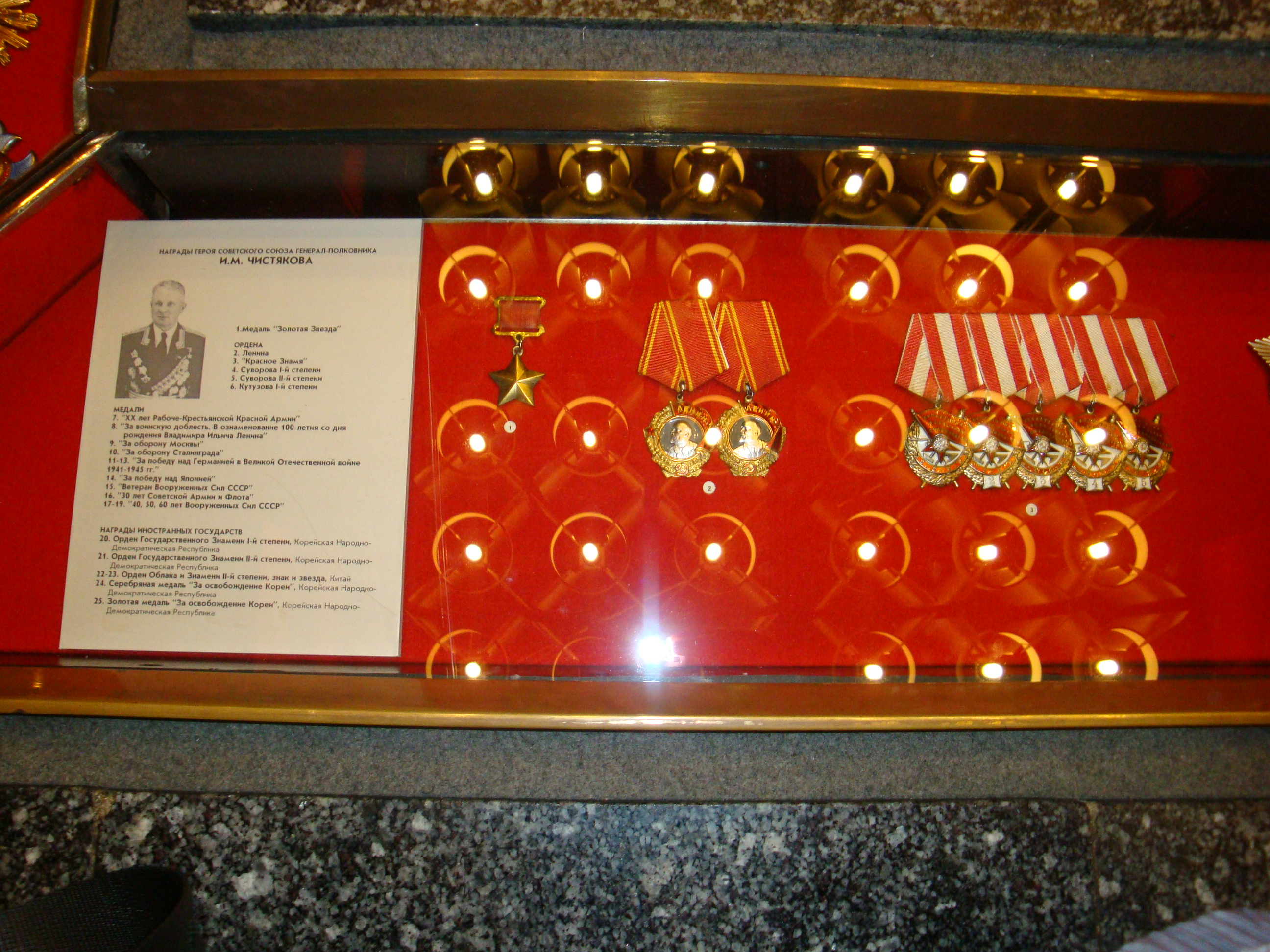
Награды И. М. Чистякова в Музее-заповеднике «Сталинградская битва»

- Герой Советского Союза (22 июля 1944, медаль «Золотая Звезда» № 4159);
- Два ордена Ленина (22.07.1944, 21.02.1945);
- Пять орденов Красного Знамени (12.04.1942, 3.11.1944, 1948, 1968, …);
- Два ордена Суворова I степени (28.01.1943, 8.09.1945);
- Орден Кутузова I степени (27.08.1943,)[6];
- Орден Суворова II степени (29.06.1945);
- Медаль «За оборону Москвы»;
- Медаль «За оборону Сталинграда»;
- Другие медали СССР;

Иностранные ордена и медали:
- Ордена Государственного флага I (23.12.1948) и II степеней (КНДР)
- Орден Облаков и Знамени III степени (Китай, 1945)
- Золотая и серебряная медали «За освобождение Кореи»

## Воинские звания

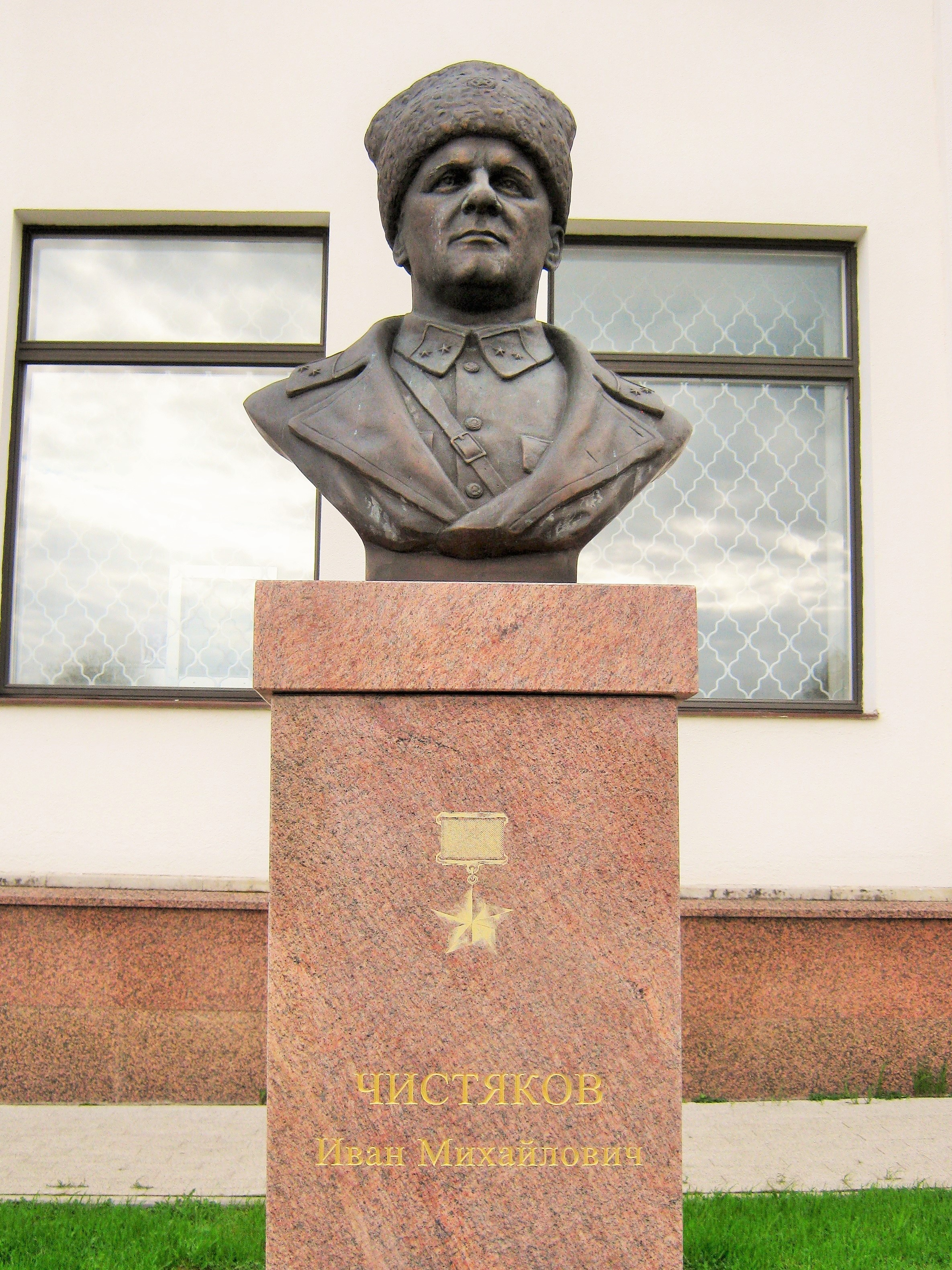
Бюст И. М. Чистякова на Октябрьской площади в Волоколамске

- Майор (1935);
- Полковник (1938);
- Генерал-майор (17.01.1942);
- Генерал-лейтенант (18.01.1943);
- Генерал-полковник (28.06.1944).

## Мемуары
- Чистяков И. М. Служим Отчизне. — М.: Воениздат, 1985.
- Чистяков И. М. По приказу Родины. — Москва, 1971.
- Чистяков И. М. Доблестная 21-я. // Битва за Сталинград. 4-е изд. — Волгоград: Нижне—Волжское книжное издательство, 1973.

## Память
- Именем Героя названа улица в городе Кашин (1980)[7].
- Новая улица в Юго-Западном микрорайоне Белгорода названа в честь Героя Советского Союза И. М. Чистякова (2006).
- В музее в Бешенковичах размещены скульптурные бюсты (автор А. Н. Торосян) генералов А. П. Белобородова, И. И. Людникова, И. М. Чистякова — командующих армиями, освобождавших Придвинье.
- Бюст И. М. Чистякова на Октябрьской площади в Волоколамске.